# کاترین روول
کاترین روول (فرانسوی: Catherine Rouvel‎؛ زادهٔ ۳۱ اوت ۱۹۳۹) بازیگر اهل فرانسه است.
از فیلم‌ها یا برنامه‌های تلویزیونی که وی در آنها نقش داشته‌است، می‌توان به سروان مارلو، بنجامین، تنها، بورسالینو، پیک‌نیک روی علف، قرارداد مارسی، سیاه و سفید رنگی و کی می‌داند اشاره کرد.